# Ipodoryctes insignis
Ipodoryctes insignis är en stekelart som beskrevs av Granger 1949. Ipodoryctes insignis ingår i släktet Ipodoryctes och familjen bracksteklar. Inga underarter finns listade i Catalogue of Life.